# 身为共产主义者
身为共产主义者（意大利语：Essere Comunisti）是意大利重建共产党过去的政治派系。该派系主要由重建共产党创始人阿曼多·科苏塔（他已在1998年退出重建共产党）的前追随者组成。该派系曾被认为是重建共产党内的“传统派”。后来，该派系分裂为两个团体。其中一个团体于2014年脱离重建共产党，转而加入左翼生态自由（2017年，该团体又转而加入第1条－民主和进步运动）。2016年，另一个更大的团体，即剩下的该派系成员，也脱离重建共产党，转而加入左翼生态自由（2017年演变为意大利左翼）。